# La Dernière Sourate
La Dernière Sourate est une bande dessinée réalisée par Frank Giroud (scénario) et Franz (dessinateur), appartenant à la série Le Décalogue, et éditée en 2003 par Glénat.
C'est le dixième et dernier tome de la série, un onzième tome venant compléter certaines transitions manquantes.

## Description

### Résumé
En l'an 31 de l'Hégire, Tayeb, envoyé du calife Uthmân, doit recenser les versets « orthodoxes » du Coran. En Haute-Égypte, il entend parler d'une sourate non répertoriée, qui serait la dernière transmise par Dieu à son Prophète. Rédigée sous forme de Décalogue, elle prône la paix et la tolérance. Mahomet l'aurait écrite lui-même sur une omoplate de chameau. Tayeb doit retrouver cette omoplate à tout prix, mais il ignore que la divulgation de son contenu pourrait déclencher un cataclysme…

### Personnages
- Tayeb Abou Tayeb, collecteur chargé par le calife de travailler à la réalisation d'un Coran "officiel", qui s'est couvert de gloire dans sa jeunesse à la bataille du Yarmouk (Syrie). Il apprend auprès d'une communauté l'existence d'une étrange sourate en forme de décalogue. Il part avec Mahdjubah à la recherche d'une preuve matérielle : la fameuse omoplate. Au nom de la vérité, il s'oppose à Yakub et décide de divulguer le décalogue, mais il est capturé et enfermé dans un cachot, quatre ans durant.
- Mahdjubah, fille de Khalid, dirige la communauté de Wadî-Beyh, en Haute-Égypte. Elle accompagne Tayeb à Médine et l'aide dans sa recherche.
- Khalid, l'un des fidèles de Mahomet. À la mort de celui-ci, il trouve dans la maison du défunt un mystérieux décalogue tracé sur une omoplate. Il fait part de sa découverte à Yakub, autre compagnon du Prophète et puissant personnage. Ce dernier lui interdit de diffuser le message de paix, qui contredit l'expansion guerrière menée par les successeurs de Mahomet. Khalid ne tient pas compte des menaces, mais il est assassiné une nuit par les hommes de Yakub, tandis que sa famille parvient à fuir loin de Médine.
- Yakub : ancien compagnon de Mahomet, proche conseiller du calife Uthman, il est prêt à tout pour faire disparaître le décalogue, ainsi que ceux qui le cherchent...

## Analyse
Comme dans le Papyrus de Kom Ombo, le précédent volume, l'omoplate est utilisée comme une arme, par un homme décidé à diffuser son message. Mais tandis qu'Eugène Nadal cherchait avant tout à déstabiliser l'Islam et à le faire tomber sous la botte de Bonaparte, Tayeb ne pense qu'à favoriser la paix en accord avec le dixième commandement : « Tu feras aimer Dieu par l'exemple et non par la force ».
Ce dernier album de la série dévoile enfin la vérité sur l'origine du décalogue. Ces commandements de paix et d'harmonie, qui ont paradoxalement causé tant de morts et de souffrance, ne sont finalement pas authentiques. Rédigés par un poète proche du Prophète du nom de Dhib, adepte de la méditation, l'harmonie entre les hommes et du rapprochement des monothéistes, ils furent copiés sur une omoplate de chameau. Il le remit à Mahomet, peu de temps avant sa mort et sans que ce dernier en ait pris connaissance. Enfin libéré de son cachot, Tayeb apprend la terrible vérité. Il retrouve alors Mahdjubah mais hésite à lui révéler le malentendu et meurt accidentellement sans avoir pu le faire.
L'album s'achève sur la fuite de Mahdjubah et de ses proches, pourchassés par les hommes de Yakub. Dans le désert, ils découvrent providentiellement un labyrinthe (celui de Thôt, que l'on a découvert dans le précédent volume) et une cité abandonnée. Ce havre de paix permettra à leurs descendants, les vrais croyants, d'attendre le moment propice à la révélation du décalogue : « Ce jour-là, l'omoplate sacrée sortira au grand jour pour accomplir son destin ! »
Comme les autres volumes, La Dernière Sourate peut se lire comme un one shot. Mais il prend tout son sens en étant intégré dans la continuité du Décalogue.

### Sourates citées
Quelques sourates émaillent le récit, citées par différents personnages :
- Sourate "Tout s’ouvre" ("Al-Fath")
- Sourate "Les femmes" ("An-Nisa")
- Sourate "La lumière" ("An-Nur")
- Sourate "Le butin" ("Al-Anfal")
- Sourate "La vache" ("Al-Baqara")
- Sourate "Le point du jour" ("Al-Falaq")
- Sourate "Le repentir" ("At-Tawba")
- Sourate "La résurrection" ("Al-Qiyama")
- Sourate "Le Hûd"

### Contexte historique
L'histoire prend place dans un contexte de guerre de succession de Mahomet, à l'époque du calife Uthmân. Celui-ci a succédé à Abu Bakr et Omar, les deux premiers califes, successeurs du Prophète. Le récit, débutant en l'an 31 de l'Hégire, se poursuit en l'an 35. Son pouvoir est alors menacé par une révolte venue d'Égypte, menée par des soutiens d'Ali (gendre de Mahomet) et d'Aïcha (sa troisième femme). Le récit s'achève l'an suivant, alors que ce premier a pris sa place et où conspirent ses différents opposants : Muʿawiya (qui lui succèdera à son tour), Talha (compagnon de Mahomet) et Al Zubayn.
Une erreur est commise dans la planche 14 : le prénom Hafsa figure par erreur dans les sixième et neuvième cases, à la place du prénom Leïla, pour désigner l'épouse répudiée du serviteur Husayn ; ladite épouse a été mentionnée sous le nom de Leïla à la planche 8 et le sera encore à la planche 22. Quant à la dénommée Hafsa, c'est une des femmes de Mahomet et elle apparaît dans la planche 16.

## Publications en français

### Albums
- Glénat, 2003  (ISBN 2-7234-3572-5)

### Documentation
- Fabien Tillon, « Ta sourate se dilate ! », BoDoï, no 59,‎ janvier 2003, p. 19.